# Königsberger Kant-Feier (1924)

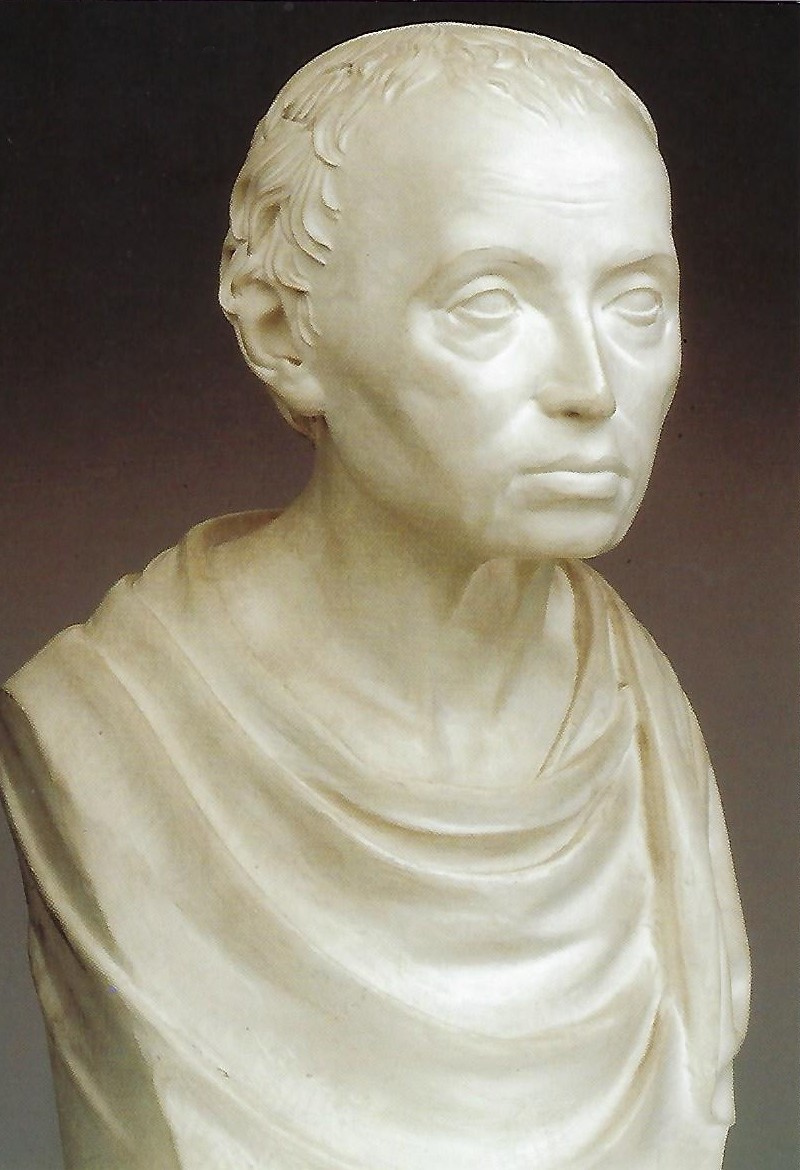
Nachguss von Hagemanns Kant-Büste (1924)

Die Königsberger Kant-Feier 1924 ehrte den Philosophen Kant, den größten Sohn der Stadt. Nach der Krönung von Wilhelm I. war sie die bedeutsamste Festlichkeit in der Geschichte von Ostpreußens Provinzialhauptstadt.

## Weltbedeutung
Die Feierlichkeiten zum 200. Geburtstag von Immanuel Kant in Königsberg (Preußen) dauerten vom 19. bis zum 24. April 1924. Unter den Teilnehmern waren der Reichsvizekanzler Karl Jarres, der preußische Ministerpräsident Otto Braun, der preußische Kultusminister Otto Boelitz, der Vorsitzende der Kant-Gesellschaft Arthur Liebert, die Philosophen Erich Adickes und Hans Driesch sowie Alexander von Staël-Holstein als Präsident der Universität Peking. Reichspräsident Paul von Hindenburg telegrafierte. 
Auftakt waren die Festsitzungen der Königsberger Kant-Gesellschaft im Collegium Fridericianum und der deutschen Kant-Gesellschaft in der Palaestra Albertina sowie ein Festakt im Königsberger Dom. Bei der Einweihung von Kants Kenotaphion am 22. April chargierten der Königsberger Senioren-Convent zusammen mit den anderen Verbänden und Verbindungen. Adolf von Harnack hielt die Festrede. Dem Festabend der Stadt folgte ein Festakt im Stadttheater Königsberg. „Der Lehrkörper der Albertina nahm auf der Bühne Platz. Dort stellten sich auch die Verbindungen mit ihren Bannern auf. Die ungeladenen Gäste durften von den oberen Rängen den Ablauf einer Jahrhundertfeier verfolgen. Zur Erfrischung wurden in den Verkaufsstellen des Theaters Würstchen und Freibier angeboten.“ Der Rektor (Alfred Uckeley), der Oberbürgermeister (Hans Lohmeyer) und die Vertreter der beteiligten Behörden hielten Begrüßungsansprachen. Ihnen folgten Abgesandte der Philosophischen Fakultäten von angelsächsischen, romanischen, chinesischen und japanischen Universitäten und besonders der Hochschulen der baltischen Randstaaten (Estland, Lettland, Litauen).  Zu Ehrendoktoren ernannt wurden Oscar Almgren, Bernhard Schmid, Arthur Warda und Agnes Miegel. Die größte Zahl von Gästen versammelte sich zum Kommers der Studentenschaft im Großen Saal der Stadthalle (Königsberg). Für das Bier kam die Stadt auf. Es sollen 2.300 l ausgeschenkt worden sein. Im selben Saal feierte die Gesellschaft der Freunde Kants ihr Bohnenmahl. Albert Goedeckemeyer redigierte die Festschrift der Universität. Für den Börsenverein des Deutschen Buchhandels schenkte Otto Paetsch der Universitätsbibliothek Königsberg Bücher im Wert von 70.000 Reichsmark. Die Königsberger Gelehrte Gesellschaft erhielt die staatliche Anerkennung.

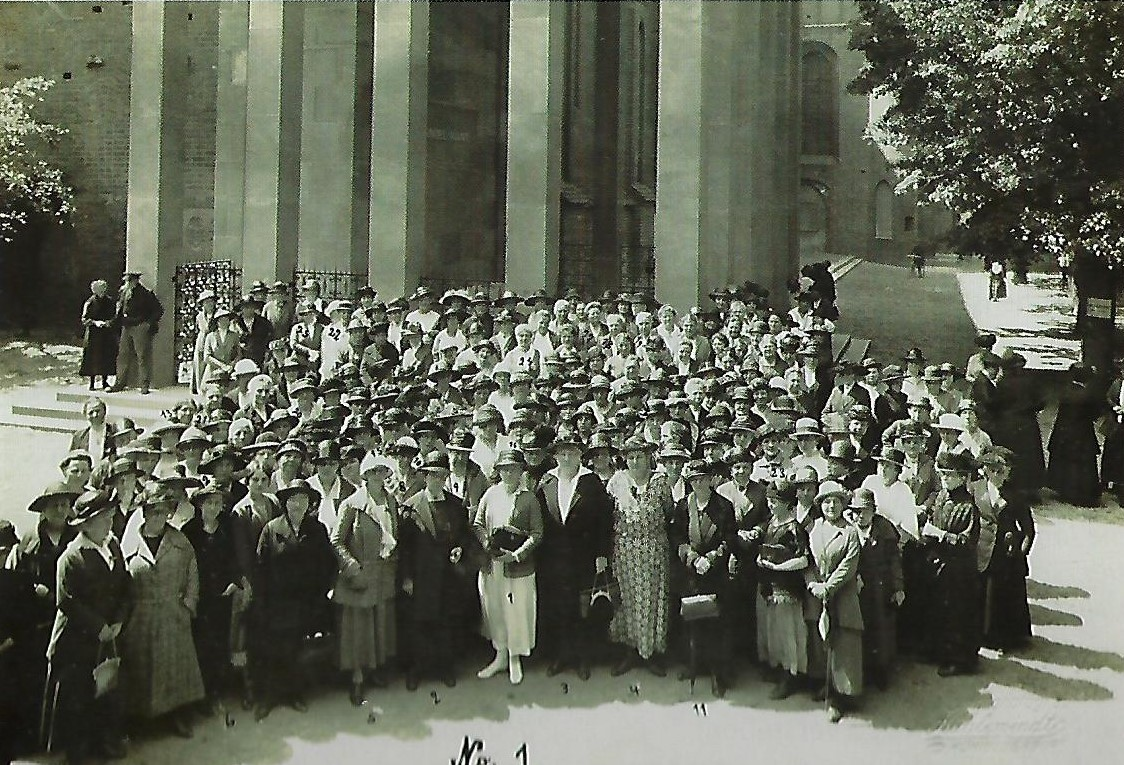
7. Arbeitstagung der Hausfrauenbünde (1924)

Auch in anderer Hinsicht war die Kant-Feier ein Meilenstein in der Entwicklung von Deutschlands östlichster Universität. Die Mahnungen des inzwischen verstorbenen Nachkriegsrektors Adalbert Bezzenberger waren in Berlin nicht ohne Widerhall geblieben. Der Kurator Friedrich Hoffmann hatte sie mit Nachdruck verfolgt. Der Kultusminister (Boelitz) ließ bei der Kant-Feier verkünden, dass erhebliche Mittel zum Ausbau der Albertus-Universität eingeplant seien.

## Andere Kant-Feiern
Im Mai 1924 fanden Kant-Feiern in Köln und Basel statt. In Kiel hielt Heinrich Scholz am 3. Mai 1924 den Vortrag „Was wir Kant schuldig geworden sind“.